# Lluita

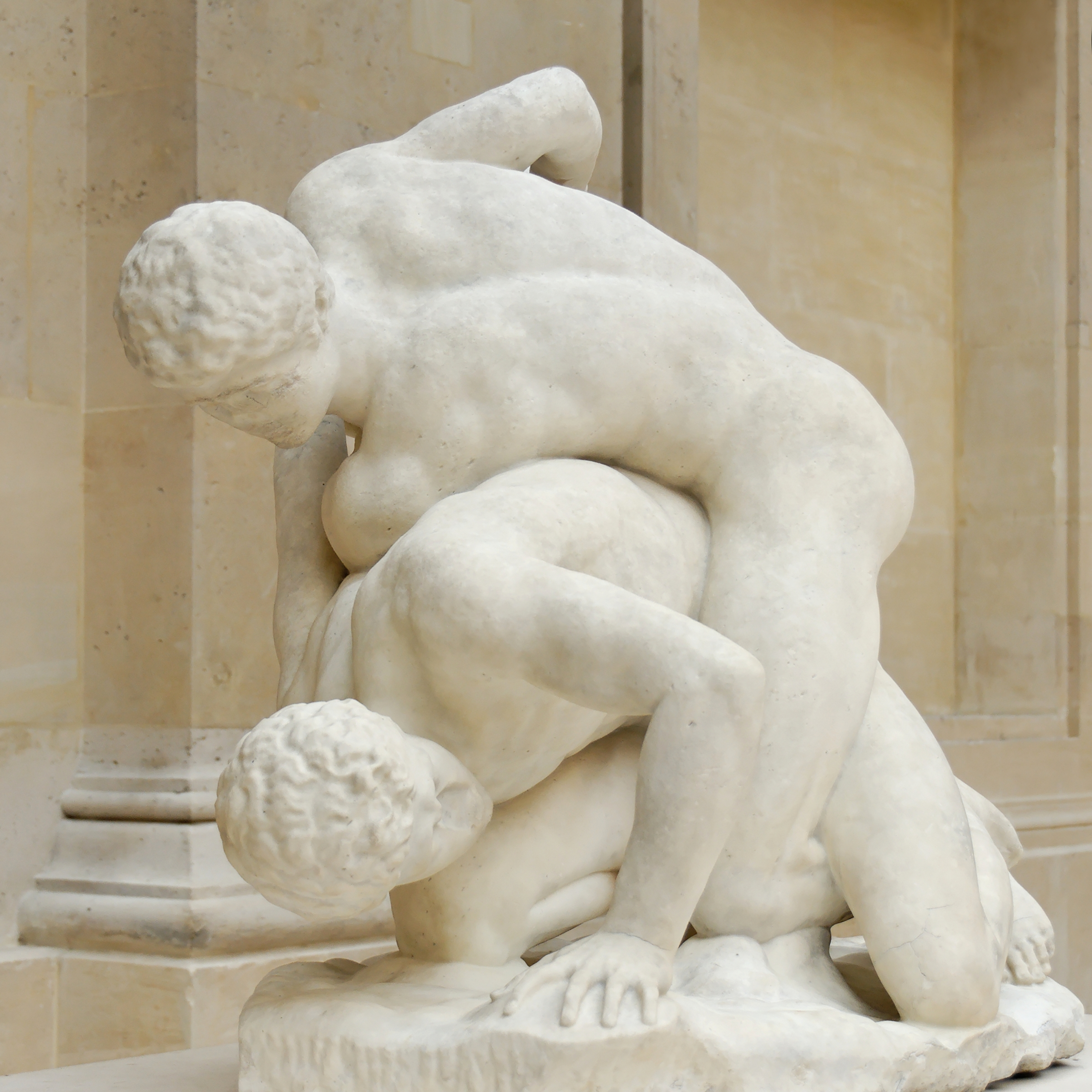
Lluitadors

La lluita és un esport en el qual cada participant intenta derrotar el seu rival sense l'ús de cops. Per guanyar el combat s'ha de fer caure l'adversari a terra mantenint les seves dues espatlles fixes sobre el tapís, o bé es pot guanyar per punts. Cada estil, però, consta del seu reglament particular. Existeixen un gran nombre de varietats, però se'n poden distingir tres de principals: la lluita lliure (LL), la lluita grecoromana (GR) i la lluita femenina; les tres s'engloben dins del terme lluita olímpica. Es tracta d'un esport de combat existent des de fa mil·lennis.

## Història
La lluita, junt amb l'atletisme, és probablement l'esport de competició més antic. A Espanya hi han sobreviscut dues formes de lluites tradicionals molt arrelades: la lluita canària i la lluita lleonesa, així com dues més desconegudes: l'aluche càntabre i la lluita baltu d'Astúries.
El seu origen és incert i segurament tampoc és comú, ja que molts pobles de totes les èpoques han tingut alguna forma de lluita. En efecte, s'ha trobat representacions de lluitadors en les civilitzacions d'Acàdia i Sumèria. Les primeres informacions autèntiques sobre la lluita es remunten al temps dels sumeris: El Poema de Gilgamesh, escrit al voltant del 2300 aC, relata competicions de lluita pròpia d'aquest període. A Babilònia, tanmateix, existeixen proves arqueològiques anteriors, com unes figuretes de bronze (2600 aC) i competicions en honor del déu Marduk. Els hitites també la practicaven i coneixien. A Egipte han aparegut pintures i relleus que es refereixen a la lluita, per exemple a la tomba de Petah Hotep, a Saqqara (2300 aC) o un mural de Beni Hassan que és un vertader manual de lluita (2000 aC). A Agia Triada (Creta) s'ha trobat un relleu amb escenes de lluita que daten del període minoic (1600 aC). Els etruscs també han deixat murals de lluitadors en acció als murals de tombes (s. VI aC), per exemple el de Tarquínia.

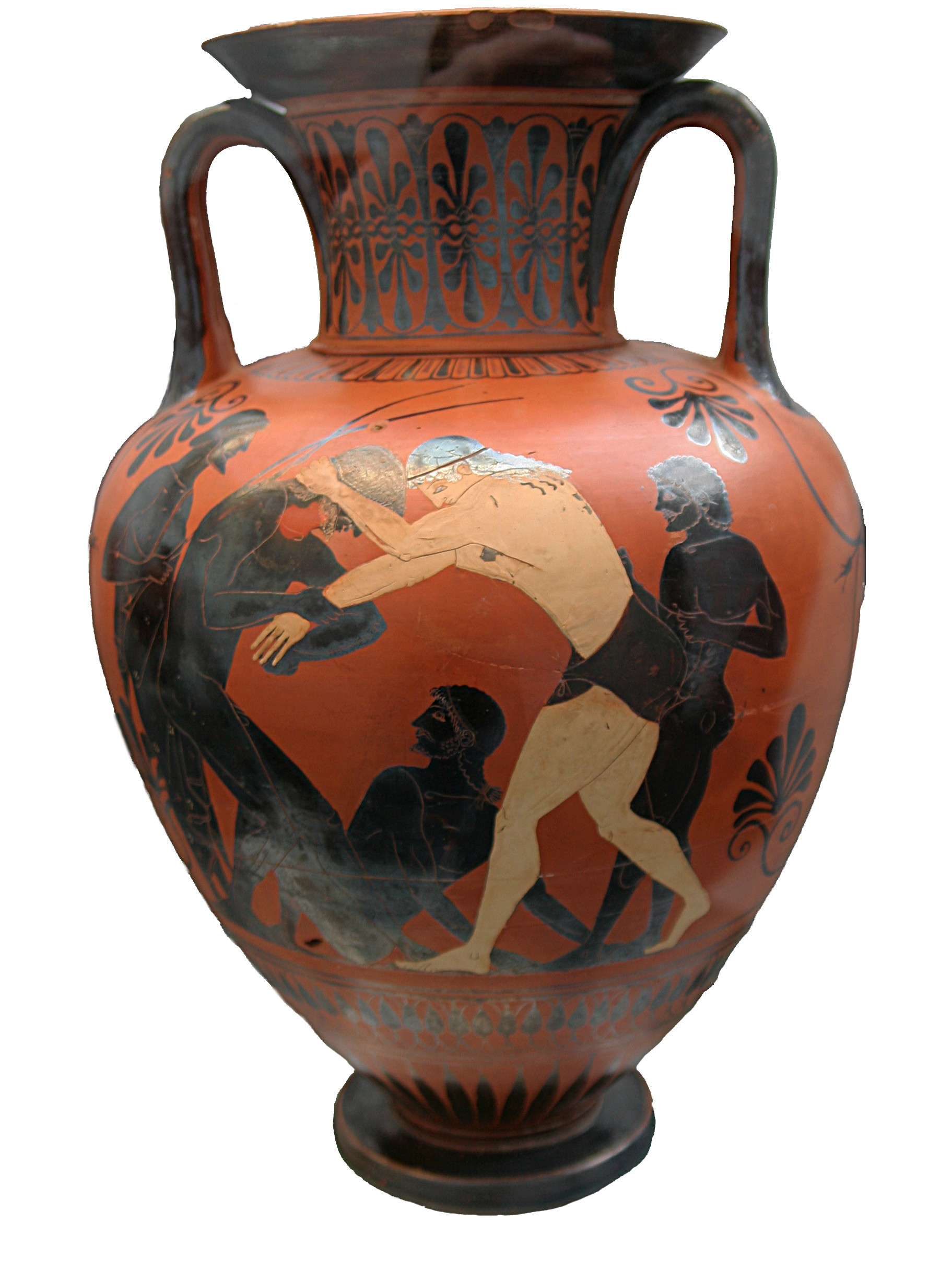
Ceràmica grega

No obstant això, la primera representació cèlebre i competitiva de la lluita fou als Jocs Olímpics de l'antiguitat. A l'antiga Grècia, la lluita tenia un lloc principal en les llegendes i la literatura. Segons determinats mites, les lleis d'aquest esport havien estat entregades als homes per la deessa Atena, a través de l'heroi Teseu. En altres llegendes, s'afirma que la lluita havia estat inventada per Hèracles, per Hermes, per la seua filla Palestra, etc. Ací està la raó per la qual cosa no és estrany que la lluita haja sigut l'esport fonamental no només en els jocs olímpics antics, sinó en tots els jocs realitzats a través de l'antiga Grècia. Homer (segle viii aC) ens relata en el cant XXIII de la seua Ilíada el combat entre Àiax Telamoni i Odisseu, i també fa referència en el cant VII de l'Odissea. Altres autors que parlen de la lluita són Plató, Pausànies, Filòstrat d'Atenes, Plutarc, Heliodor, etc. També a la pintura i escultura apareix reflectida. Molts frescos i decoracions de ceràmica, en relleus i escultures deixen veure moments de combats.
Els romans també practicaven la lluita en la seua preparació física. En el 186 aC es van celebrar jocs atlètics (entre ells, la lluita) i August els va donar un gran impuls; continuaren amb Calígula i Claudi, i varen assolir el seu apogeu amb Neró (s. I dC). El poble romà no entengué el concepte agonist de l'esport i sempre va veure aquests jocs com a espectacle, preferint altres emocions més fortes, com els combats de gladiadors, les curses de carros o els enfrontaments amb bèsties.
Japó té també una llarga tradició de lluita antiga de més de 2.000 anys: el primer combat trobat en els annals japonesos es remunta al 23 aC.
Pel que fa a la Bíblia, al Gènesi es descriu el combat mític entre Jacob i l'Àngel, que li val el canvi de nom a Israel: «el que lluita amb Déu».
A Espanya, ja Estrabó (segle i aC) en el llibre tercer de la seua Geografia, que parla sobre Ibèria, fa referència al fet que els pobles del nord practicaven lluites gimnàstiques. Sant Isidor de Sevilla, al llibre XVIII de les seues Etimologies, descriu la lluita com una disciplina en l'educació dels nobles visigots (s. VII).
A l'edat mitjana, la lluita continua sent popular i es beneficia del patrocini de nombroses cases reials, especialment a Anglaterra, França i Japó. És practicada àmpliament per l'aristocràcia feudal, sent una part important de l'educació dels nobles, però donada la seua accessibilitat servia igualment a l'enduriment físic i moral dels camperols i soldats, que a més feien concursos durant les festivitats. Així Alfons X el Savi la menciona al Llibre dels jocs (1283), entre els jocs de l'època.
Durant la segona meitat del segle xv, van ser redactats en Alemanya els primers manuals de lluita. El més antic data del 1443, i per primera vegada va ser impresa l'obra de Fabien Auerswald, L'art de lluitar, en 1539 a Wittenberg. La lluita es practicava en els mitjans aristocràtics i en l'educació dels fills.
La lluita també apareix recollida per Ginés Pérez de Hita, un dels cronistes de la guerra dels moriscos, en la segona part del seu llibre Guerres Civils de Granada, quan Aben Humeya, rei dels moriscos sublevats, va convocar un combat de lluita, que s'assembla a la lluita turca (Yagli Gures), al municipi d'Almeria de Purchena el setembre de 1569. A més de la lluita, va convocar una sèrie de proves esportives i musicals, els quals es van anomenar Jocs Moriscos. Aquestes proves, inclosa la lluita, s'han recuperat en els darrers anys i és possible assistir i participar anualment en la competició de lluita cada any, a principis del mes d'agost a l'esmentada ciutat d'Almeria.
Durant el segle xix s'estén per Europa i Gran Bretanya.
A altres regions, ja se'l coneix des de fa temps, Mongòlia, per exemple, té una llarga tradició de lluita. A l'Índia i el Pakistan van néixer nombrosos lluitadors famosos. Gairebé tots els països van desenvolupar el seu propi estil de lluita, les lluites tradicionals o lluites autòctones: el Sambo a Rússia, el Schwingen a Suïssa, la Glima a Islàndia i el Yagli Gures ((Turkish Oil Wrestling)) a Turquia, on la tradició és molt antiga. A Espanya tenim la sort de comptar amb quatre tipus de lluites autòctones, dues molt populars: la Lluita lleonesa i la Lluita canària; i altres dues una mica menys: la lluita baltu i el Aluche càntabre. Ambdues practicades des de temps immemorials, tenen les seves primeres referències escrites als segles XV i XVI.

## Història olímpica moderna
Quan els Jocs Olímpics van refer la seva aparició a Atenes en els primers Jocs Olímpics de l'era moderna el 1896, es va considerar important que la lluita fos inclosa des d'un punt de vista històric de tal manera que es va tornar un dels elements centrals dels Jocs. La lluita grecoromana es percebia com la veritable reencarnació de la lluita grega i la lluita romana de l'Antiguitat i va ser la que va estar present en esta primera olimpíada.

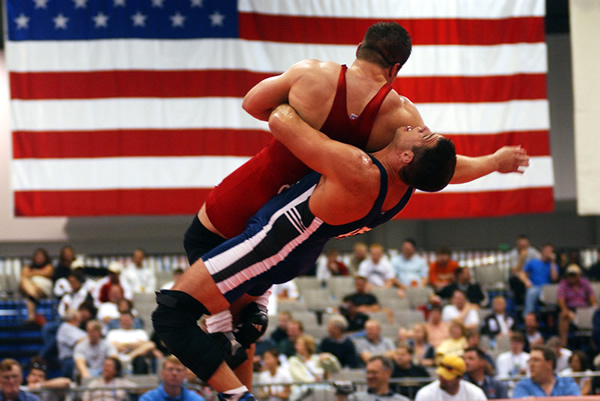
Lluita Grecoromana

La lluita lliure es va admetre en els Jocs Olímpics en la sessió del COI celebrada a París el 1901. Les primeres proves olímpiques van tenir lloc en els Jocs Olímpics d'estiu del 1904, a Saint Louis, als Estats Units. Els oficials olímpics van decidir afegir esta nova disciplina al passat certament, menys ric i menys noble que l'anterior, però que gaudeix d'un enorme renom en particular a Gran Bretanya i als Estats Units. Era una de les atraccions estrelles de les revetlles i fires del segle xix, una forma d'entreteniment professional. Igual que la lluita grecoromana, resta des d'aleshores entre les grans disciplines dels Jocs Olímpics.
El 1912, a Suècia, es va crear la FILA (Federació Internacional de Lluites Associades) que és l'organisme internacional que dirigix aquest esport. En l'actualitat, la Federació Russa domina la lluita, en particular en la grecoromana, però és dominada pels Estats Units en lluita lliure. A la fila dels països d'on ixen lluitadors de nivell internacional figuren Iran, Turquia i Mongòlia, país on la lluita és l'esport nacional. Per als Jocs Olímpics de Sidney el 2000, es va modificar el programa de lluita. Des del 1972, la lluita es dividia en deu categories de pes en els dos estils. En els Jocs de Sydney, es van presentar només vuit categories de pes en cada estil. Els pesos també van canviar lleugerament i es va suprimir la categoria més lleugera, anomenada comunament "pes semimosca".
La reducció del nombre de categories de 10 a 7 a la LL i la GR va permetre la introducció de la lluita femenina amb quatre categories de pes en els Jocs Olímpics d'estiu el 2004.
El primer campionat del món de lluita grecoromana va ser a Viena el 1904, i el primer de lluita lliure va tenir lloc a Hèlsinki en 1951.
Disset països es van repartir les medalles de lluita lliure als Jocs Olímpics del 1996 a Atlanta. Van ser 15 a Sydney i 17 a Atenes.

## Estat actual de la lluita en el món

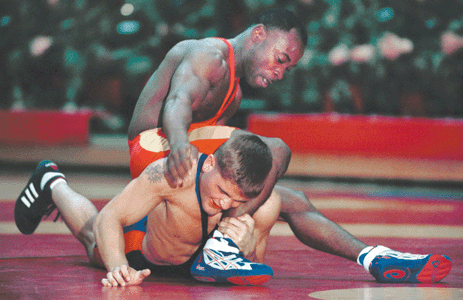
Lluita lliure olímpica

En l'actualitat, es compten centenars d'estils de lluita diferents arreu del món. Nombrosos països tenen estils locals, com l'estil Glima a Islàndia, Schwingen a Suïssa o Cumberland a Gran Bretanya. Però, avui dia, són principalment quatre estils els que es practiquen en el marc de les competicions de lluita aficionada: la lluita grecoromana, la lluita lliure, el judo i el sambo. El judo es considera com un esport de ple dret als Jocs Olímpics. El sambo és una combinació de judo i lluita lliure; sobretot popular a les Repúbliques de l'Antiga Unió Soviètica, mai ha format part del programa olímpic. La lluita lliure és similar a l'estil de lluita universitari americà o lluita folk. Les preses tenen un nombre gairebé il·limitat, per no ser perilloses i poder-se aplicar a qualsevol part del cos. La lluita grecoromana limita les preses a la part superior del cos. El 2005 es va introduir una nova variant amb caràcter més lúdic i emparentat amb les lluites tradicionals: la Lluita platja.

## La lluita com a dominació física o submissió
La lluita també pot classificar-se segons se centri en el domini físic o la submissió. Aquesta distinció ja es coneixia en l'antiguitat; en l'època clàssica, per exemple, es denominaven lluites canòniques o pancreàtiques. Entre les disciplines pertanyents al primer àmbit es troben la lluita de summe, la lluita lliure o la seva variant menys coneguda, la lluita platja (un estil basat en les tècniques de la lluita lliure, però que, a diferència d'aquesta, té prohibida la lluita en el sòl; la intenció de les federacions que organitzen tornejos de lluita platja és promoure i difondre la lluita fora dels gimnasos, aprofitant un entorn de competició natural i molt poblat). Es tracta de competicions en les quals la victòria sol aconseguir-se fent retrocedir a l'adversari o traient-lo d'un espai reduït, fomentant generalment les projeccions i el treball de control. Entre les disciplines pertanyents a la segona esfera es troben el jiu-jitsu brasiler, la lluita lliure i el grappling de submissió, en les quals la victòria s'aconsegueix més aviat mitjançant la rendició de l'oponent fins a la submissió i fomenten un tipus de treball (principalment en el sòl, però no necessàriament) encaminat a aconseguir-lo. El sambo intenta explorar tots dos regnes en diversos graus, depenent de l'especialitat del sambo.
El terme "lluita", del llatí lucta, s'utilitza generalment per a tot en espanyol. Però als països anglosaxons (sobretot al Regne Unit i els Estats Units), on existeix una florent i antiga tradició de lluita, i d'on procedeixen els principals atletes i campionats, també s'utilitzen diversos termes en els circuits internacionals i a vegades poden causar confusió.

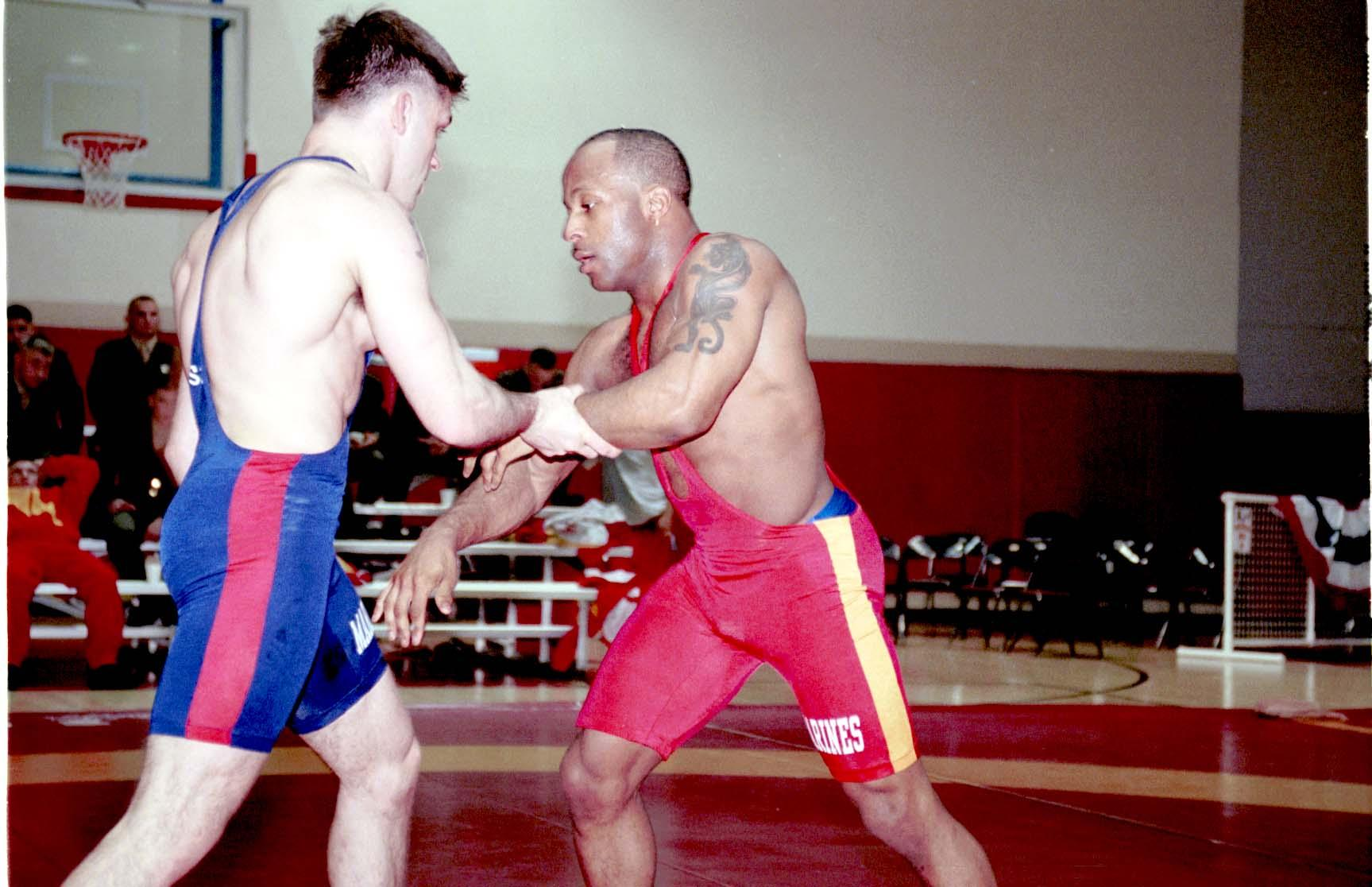
Dos lluitadors d'estil lliure en acció.

En anglès, el terme "wrestling" s'utilitza generalment per a definir la part de la lluita lliure consistent en agafades, projeccions, enderrocaments i immobilitzacions, en la qual dos contrincants s'enreden en una contesa física en la qual intenten aconseguir i mantenir una posició de domini. La paraula es refereix principalment a la lluita olímpica, que sol denominar-se "lluita amateur". El terme procedeix de l'anglès antic i és una de les paraules angleses més antigues per a descriure el combat cos a cos. El diccionari Merriam-Webster el defineix com "un esport o competició en el qual dos individus desarmats lluiten cos a cos per a sotmetre o desequilibrar a l'altre".
No obstant això, també existeix el terme "grappling", que en anglès indica lluita lliure en general en tots els seus aspectes, però que a vegades s'entén que es refereix únicament a la part de la lluita lliure consistent en tècniques de submissió (estrangulacions, escanyaments, palanques, claus i girs) i en tècniques que operen per a aplicar les primeres (que no formen part de les disciplines de lluita lliure, excepte algunes excepcions com la lluita d'agafament, que ha adoptat algunes d'elles en les seves regles).
A vegades, el terme lluita s'associa indegudament a la lluita dempeus i el grappling a la lluita en el sòl, però en realitat el "treball de lluita" també pot realitzar-se en el sòl, de la mateixa manera que les palanques o els escanyaments també són aplicables dempeus.

### Estat actual de la lluita en el món
En l'actualitat, es compten centenars d'estils de lluita diferents de tot el món. I nombrosos països tenen estils locals, com l'estil Glima, a Islàndia; el Schwingen a Suïssa, o el Cumberland, a la Gran Bretanya. Però, avui dia, són principalment quatre estils que es practiquen en el marc de les competicions de lluita aficionada: la lluita grecoromana, la lluita lliure, el judo i el sambo. El judo es considera com un esport de ple dret en els Jocs Olímpics. El sambo és una combinació de judo i lluita lliure; sobretot popular en les Repúbliques de l'Antiga Unió Soviètica, mai ha format part del programa olímpic. La lluita lliure és similar a l'estil de lluita universitari americà o lluita folk. Les preses tenen un número gairebé il·limitat a condició de no ser perilloses i poden aplicar-se a qualsevol part del cos. La lluita grecoromana limita les preses a la part superior del cos. En 2005 s'ha introduït una nova variant amb caràcter més lúdic i emparentat amb les lluites tradicionals: la lluita platja.

#### Lluita turca amb oli
La lluita amb oli (en turc: yağlı güreş), també anomenada lluita amb greix, és l'esport nacional turc. Es diu així perquè els lluitadors es ruixen amb oli d'oliva. Està emparentat amb el kurash uzbek, el khuresh tuvà i el көрәш (köräş) tàrtar i bashkir. Els lluitadors, coneguts com el pehlivanlar, que significa "campió", vesteixen un tipus de lederhosen cosit a mà anomenat kispetler, que tradicionalment es confecciona amb pell de búfal d'aigua i, més recentment, amb pell de vedell.
A diferència de la lluita olímpica, els combats de lluita amb oli poden guanyar-se aconseguint un agarri efectiu del kisbet. Així, el pehlivan intenta controlar al seu oponent ficant el braç pel kisbet d'aquest. Guanyar amb aquest moviment es denomina paça kazık. Originalment, els combats no tenien una durada determinada i podien prolongar-se durant un o dos dies, fins que un home aconseguia establir la superioritat, però en 1975 la durada es va limitar a 40 minuts per a la categoria başpehlivan i a 30 minuts per a la categoria pehlivan. Si no es determina un guanyador, segueixen altres 15 minuts -10 minuts per a la categoria pehlivan- de lluita, en els quals es mantenen les puntuacions per a determinar el vencedor.
El torneig anual de Kırkpınar, que se celebra a Edirne, a la Tràcia turca, des de 1362, és la competició esportiva sancionada més antiga del món. En els últims anys, aquest estil de lluita també s'ha popularitzat en altres països.